# Kristian Zahrtmann

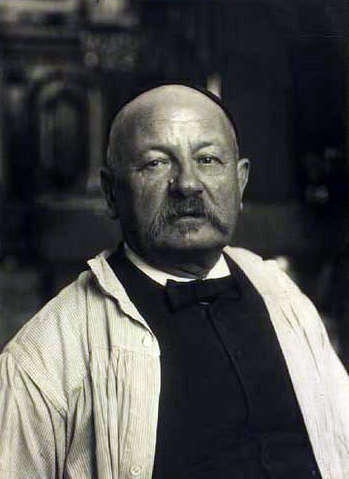
Foto, 1900

Peder Henrik Christian/Kristian Zahrtmann (Rønne, 31 de marzo de 1843 – Frederiksberg, 22 de junio de 1917) fue un pintor danés. 

## Biografía
Nació en Rønne, en la isla de Bornholm, era el mayor de los nueve hijos del médico Carl Vilhelm Zahrtmann y su esposa Laura Pauline. 

### Formación
Tras egresar en la Escuela Real de Rønne a los diecisiete años, asistió a la Academia de Sorø, donde estudió pintura con el paisajista Hans Harder. A menudo lo invitaban a la casa del director de la Academia, el poeta Bernhard Severin Ingemann, y su esposa, donde tenía la oportunidad de socializar con los profesores de la escuela y otros invitados, como el escritor Hans Christian Andersen. 
Al graduarse en 1862, se instaló en Copenhague, donde durante el invierno de 1863-1864 estudió dibujo en el Instituto Técnico con Christian Hetsch y el arquitecto Ferdinand Vilhelm Jensen. En ese mismo tiempo, recibió instrucción privada del pintor Wenzel Ulrich Tornøe y en 1864 empezó a estudiar en la Real Academia de Bellas Artes de Dinamarca, donde se graduó en 1868.

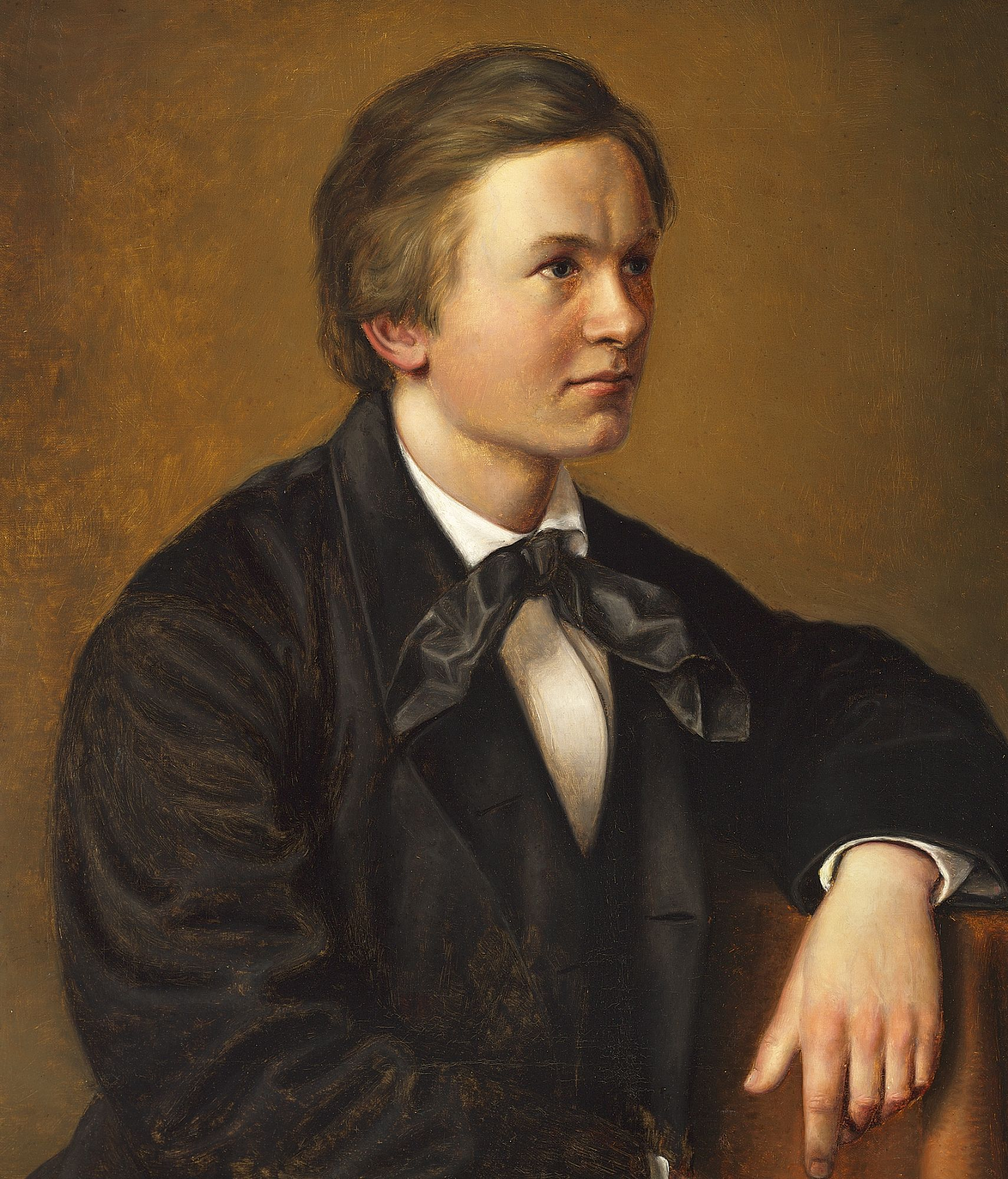
Retrato de Kristian Zahrtmann, Wenzel Tornøe, 1863

En 1869 expuso por primera vez en el Palacio de Charlottenborg, donde más tarde expondría periódicamente hasta 1891 y luego esporádicamente. 
En esta época, se granjeó la amistad de los pintores Otto Haslund y Pietro Købke Krohn, con quienes compartió estudios e ideas.

### Leonora Christina

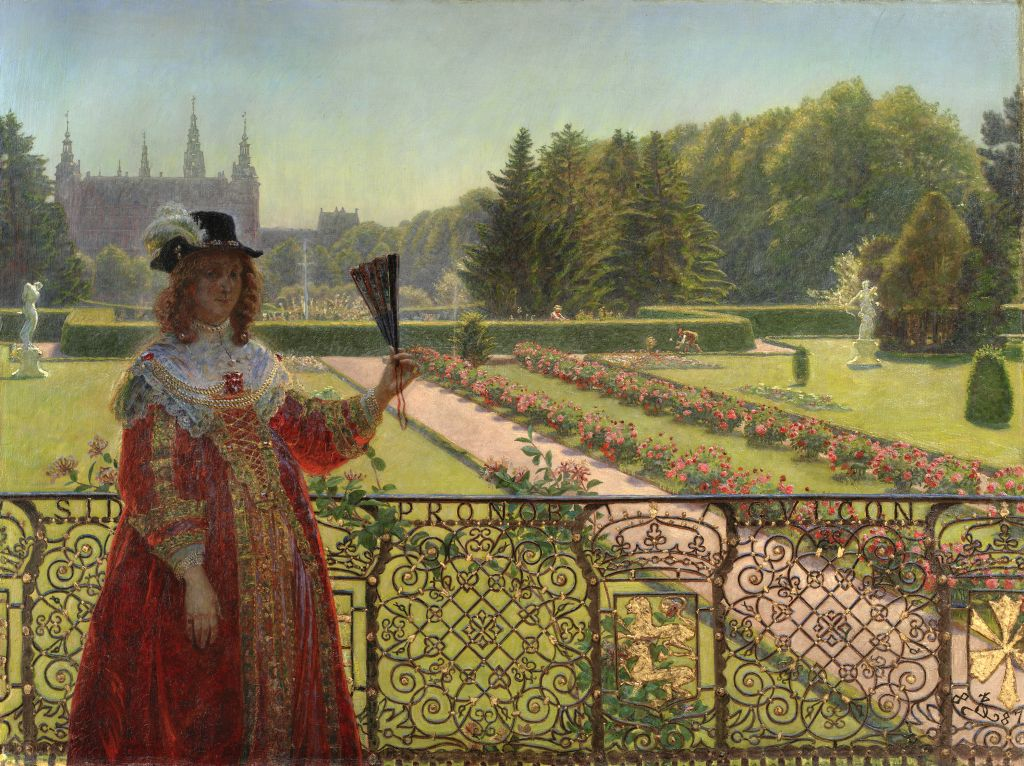
Leonora Christina i Frederiksborg slotshave (Leonora Cristina en el jardín del Castillo de Frederiksborg), 1887

Zahrtmann se interesó mucho por la historia de la heroica condesa Leonora Christina (1621-1698), hija del rey Cristián IV de Dinamarca, incluso antes de la publicación póstuma en 1869 de su relato autobiográfico de 1674 "Jammers Minde", que el pintor recibió como regalo de cumpleaños.
La condesa Leonora Christina, nacida del matrimonio morganático de su padre con la dama Kirsten Munk, cayó en desgracia por la alta traición de su marido, el conde Corfits Ulfeldt y fue encarcelada 22 años en la Torre Azul (Blåtårn) del Castillo de Copenhague y pasó sus últimos años en la soledad del Claustro de Maribo. 

### Italia y Civita d'Antino
En su Grand Tour, Zahrtmann viajó por Italia de 1875 a 1878, resiedendo en Roma, Siena, Amalfi y Saracinesco. Regresó luego varias veces, incluido el período de 1882 a 1884 con algunos amigos. El pintor quedó fascinado por la vida cotidiana, el fuerte sol italiano, los colores brillantes y el boato de los ritos de la Iglesia católica.

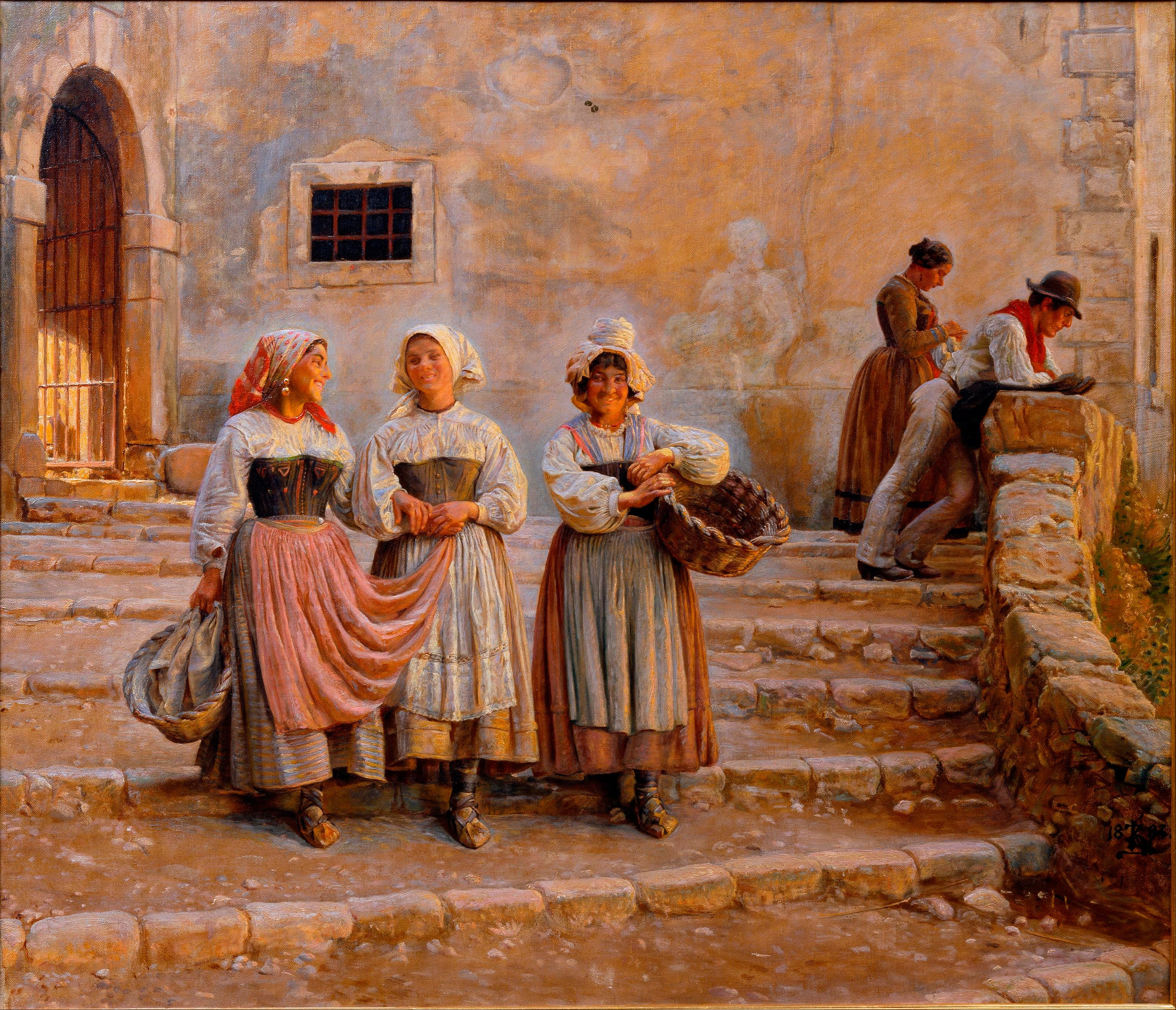
Piger som bærer kalk (Muchachas en Civita d'Antino cargando cal), 1883

En 1883 visitó por primera vez Civita d'Antino, un pequeño municipio en la provincia de L'Aquila, en los Abruzos, que acabaría considerando su segunda casa, y donde acostumbraría una colonia de artistas.
Además de Italia, viajó por Grecia,  Francia y Portugal.

### Últimos años
En su última época, Zahrtmann pintó varios retratos de sus padres, incluido uno de su padre en 1887 y otro de su madre (1899-1901), quienes desempeñaron un papel importante en su vida. Estos, junto con un cuadro de gran formato de los dos padres en su salón de 1895-1901, forman parte de la colección del Museo de Arte de Bornholm. 
En 1900 pasó el invierno en Portofino donde pintó sus coloridos paisajes.
Ganó una medalla de bronce en la Exposición Universal de París de 1900.
Falleció de apendicitis a los 74 años.